# راستدزیناد

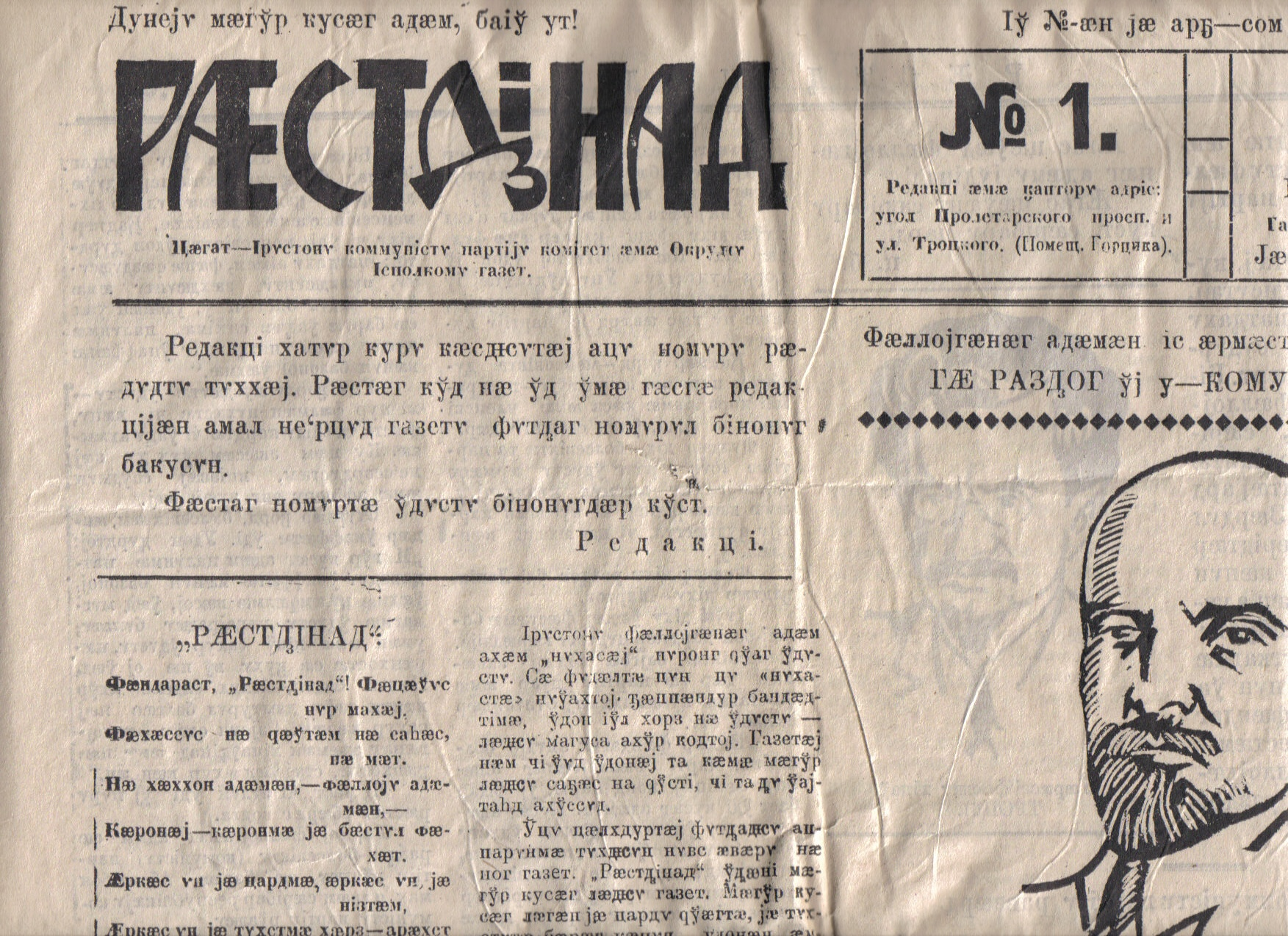
برگ نخست از چاپ اول

رَستدزیناد (به آسی: Рӕстдзинад، با حروف لاتین: Ræstdzinad)  (ترجمه: راستی، حقیقت) (آی‌پی‌ای: [rst.d͡ʑiˈnad]) یک روزنامه آسی‌زبان (به استثنای روزهای یکشنبه و دوشنبه) است که از ۱۴ مارس ۱۹۲۳ در ولادی‌قفقاز روسیه منتشر می‌شود. شمارگان (تیراژ) این روزنامه در سال‌های اخیر بین ۱۵ هزار تا ۲۰ هزار نسخه بوده است.